# ويليام دوولي
ويليام دوولي (بالإنجليزية: William Dooley)‏ هو مغني أوبرا ومغني أمريكي، ولد في 9 سبتمبر 1932.